# Seznam italijanskih fizikov
Seznam italijanskih fizikov.

## A
- Roberto Aloisio
- Edoardo Amaldi (1908 – 1989)
- Maria Ardinghelli (1728 – 1825)
- Amedeo Avogadro (1776 – 1856)

## B
- Giovanni Battista Bachelet (1955 –)
- Adolfo Bartoli (1851 – 1896)
- Giuseppe Basini
- Laura (Maria Caterina) Bassi - "Minerva" (1711 – 1778)
- Roberto Battiston   (1956 –)
- Carlo Becchi (1939 –)
- Enrico Bellone
- Francesco Bianchini (1662 – 1729)
- Pietro Blaserna (1836 – 1918)
- Giovanni Alfonso Borelli (1608 – 1679)
- Paolo Budinich (1916 – 2013)

## C
- Nicola Cabibbo (1935 – 2010)
- Salvatore Capozziello
- Gerolamo Cardano (1501 – 1576)
- Bonaventura Francesco Cavalieri (1598 – 1647)
- Orso Mario Corbino (1876 – 1937)
- Luigi Cremona (1830 – 1903)

## F
- Enrico Fermi (1901 – 1954)   1938
- Sergio Ferrara (1945 –)
- (Mauro Ferrari ?) 1959–)
- Sergio Focardi (1932 – 2013)
- Francesco Folli (1624 – 1685)

## G
- Galileo Galilei (1564–1642)
- Giovanni Gallavotti (1941–)
- Luigi Galvani (1737–1798)
- Riccardo Giacconi (1931–2018) (ital.-am. astrofizik)  2002
- Fabiola Gianotti (1960–)
- Adalberto Giazotto (1940–2017)
- Paolo Giordano
- Francesco Maria Grimaldi (1618–1663)
- Alessio Guarino (1970–)

## H
- Margherita Hack (1922–2013) (astrofzičarka)

## J
- Giovanni Jona-Lasinio (1932–)

## L
- Devana Lavrenčič Cannata (1929–)
- Luigi Ghiraldi Lilio (1510–1576)
- Antonino Lo Surdo (1880–1949)
- Stefano Luzzatto

## M
- (Paolo Maffei 1926–2009)
- Luciano Maiani (1941–)
- Ettore Majorana (1906–1938)
- Matilde Marcolli (1969)
- (Guglielmo Marconi (1874–1937)  1909 (skupaj z Braunom))
- Carlo Matteucci (1811–1868)
- Macedonio Melloni (1798–1854)

## N
- Chiara Nappi (1951–)

## P
- Antonio Pacinotti (1841–1912)
- Pasquale Panuzzo?
- Giorgio Parisi (1948–)  2021
- Oreste Piccioni (1915–2002)
- Gabrio Piola (1794–1850)
- Franko Pisani (1931–2023)
- Lev Pitaevskii (1933–2022) (rusko-italijanski)

## R
- Giulio Racah (1909–1965)
- Franco Rasetti (1901–2001)
- Tullio Regge (1931–2014)
- Augusto Righi (1850–1920)
- Antonio Roiti (1843–1921)
- Francesco Rossetti (1833–1885)
- Bruno Benedetto Rossi (1905–1993)
- Carlo Rovelli (1956–)
- Carlo Rubbia (1934–)  1984 (skupaj z Van der Meerom)

## S
- Raffaele Sacco (1787–1872)
- Giorgio Salvini (1920–2015)
- Emilio Gino Segrè (1905–1989) (ital.-amer.)  1959 (skupaj s Chamberlainom)

## T
- Niccolo Fontana Tartaglia (1499–1557)
- Guido Tonelli (1950–)
- Evangelista Torricelli (1608–1647)

## V
- Andrey A. Varlamov (1954–) (ukrajinsko-rusko-italijanski)
- Gabriele Veneziano (1942–)
- Giovanni Battista Venturi (1746–1822)
- Alessandro Volta (1745–1827)

## W
- Gian Carlo Wick (1909–1992)

## Z
- Pavel Zlobec (1939–2019)
- Niccolò Zucchi (1586–1670)